# Coppa Città di Sesto San Giovanni 2011
54. Coppa Città di Sesto San Giovanni – mityng lekkoatletyczny w chodzie sportowym rozegrany 1 maja 2011 w Sesto San Giovanni w północnych Włoszech. Rywalizowano w chodzie na 20 kilometrów.

## Rezultaty
| Poz. | Zawodnik        | Rezultat |
| ---- | --------------- | -------- |
| 1.   | Walerij Borczin | 1:19:43  |
| 2.   | Isamu Fujisawa  | 1:22:11  |
| 3.   | Hassanine Sebei | 1:22:23  |
| 4.   | Petr Trofimow   | 1:22:47  |
| 5.   | Yūsuke Suzuki   | 1:22:53  |

| Poz. | Zawodniczka     | Rezultat |
| ---- | --------------- | -------- |
| 1.   | Olga Kaniskina  | 1:29:32  |
| 2.   | Beatriz Pasqual | 1:30:16  |
| 3.   | Ines Henriques  | 1:30:29  |
| 4.   | Vera Santos     | 1:31:42  |
| 5.   | Claudia Ștef    | 1:33:07  |